# Ocaña (Gerichtsbezirk)
Der Gerichtsbezirk Ocaña ist einer der sieben Gerichtsbezirke in der Provinz Toledo.
Der Bezirk umfasst 16 Gemeinden auf einer Fläche von 1.871,32 km² mit dem Hauptquartier in Ocaña.

## Gemeinden
| Gemeinde                 | Einwohner (2024) | Fläche km² | Dichte Einw./km² | Cod INE | Postleitzahl |
| ------------------------ | ---------------- | ---------- | ---------------- | ------- | ------------ |
| Cabañas de Yepes         | 306              | 17,97      | 17               | 45026   | 45312        |
| Ciruelos                 | 679              | 22,94      | 30               | 45050   | 45314        |
| Dosbarrios               | 2.203            | 111,59     | 20               | 45059   | 45311        |
| Huerta de Valdecarábanos | 1.771            | 83,00      | 21               | 45078   | 45750        |
| La Guardia               | 2.160            | 195,59     | 11               | 45071   | 45760        |
| Lillo                    | 2.493            | 151,40     | 16               | 45084   | 45870        |
| Noblejas                 | 3.952            | 69,67      | 57               | 45115   | 45350        |
| Ocaña                    | 14.469           | 147,91     | 98               | 45121   | 45300        |
| Ontígola                 | 4.992            | 41,49      | 120              | 45123   | 45340        |
| Santa Cruz de la Zarza   | 4.100            | 264,54     | 15               | 45156   | 45370        |
| Tembleque                | 2.009            | 223,07     | 9                | 45166   | 45780        |
| Villamuelas              | 613              | 43,36      | 14               | 45191   | 45749        |
| Villarrubia de Santiago  | 2.559            | 155,29     | 16               | 45195   | 45360        |
| Villasequilla            | 2.621            | 76,95      | 34               | 45197   | 45740        |
| Villatobas               | 2.858            | 181,58     | 16               | 45198   | 45310        |
| Yepes                    | 5.541            | 84,97      | 65               | 45202   | 45313        |
| Gerichtsbezirk Ocaña     | 53.326           | 1.871,32   | 28               | –       | –            |